# Julien Desseyn
Julien Desseyn (Middelkerke, 12 augustus 1932) was een Belgisch volksvertegenwoordiger en burgemeester.

## Levensloop
Desseyn werd licentiaat in de staatswetenschappen aan de Rijksuniversiteit Gent. In 1957 werd hij gemeentelijk ambtenaar in zijn geboorteplaats Middelkerke. Tevens was hij van 1962 tot 1976 gemeentesecretaris van Wilskerke en van 1972 tot 1976 van Middelkerke. Van 1977 tot 1982 was hij de eerste gemeentesecretaris van de fusiegemeente Middelkerke.
Desseyn werd politiek actief voor de Volksunie en zetelde vanaf 1957 in het bestuur van de lokale partijafdeling in Middelkerke. Van 1983 tot 1991 was hij voor de partij burgemeester van Middelkerke. Daarna was hij van 1991 tot 1992 opnieuw gemeentesecretaris.
In november 1981 werd hij voor het arrondissement Oostende-Veurne-Diksmuide verkozen in de Kamer van volksvertegenwoordigers. Hij vervulde dat mandaat tot zijn ontslag in januari 1989 en werd in de Kamer opgevolgd door Jan Loones. Van 1981 tot 1989 had hij als gevolg van het toen bestaande dubbelmandaat, ook zitting in de Vlaamse Raad, voorloper van het huidige Vlaams Parlement.
Tijdens zijn parlementaire loopbaan was Julien Desseyn lid van de Kamercommissie voor de Binnenlandse Zaken, de Algemene Zaken en het Openbaar Ambt. Hij was ondervoorzitter van de Commissie voor Binnenlandse Aangelegenheden in de Vlaamse Raad. Hij was ook lid van de Raad van Bestuur van de Vereniging van Belgische Steden en Gemeenten.
In december 1991 verliet hij de Volksunie. Desseyn stond voor een pluralistisch, ruimdenkend en democratisch Vlaams nationalisme. Deze overtuiging werd echter geleidelijk ontkracht door de groeiende dominantie van een partijvleugel die een rechts-liberale maatschappijvisie huldigde. Een progressieve tegenhanger keerde zich daarvan af en tegelijkertijd pleitte een radicale kern voor separatisme. Desseyn was er zich van bewust dat die onderlinge diepgaande tegenstellingen bedreigend waren voor de partij. De aanloopfase naar de ondergang van de partij was er voor hem te veel aan. Interne moeilijkheden op het plaatselijke vlak droegen eveneens bij tot zijn ontslag.
In het najaar van 1993 richtte Julien Desseyn in Middelkerke een nieuwe lokale politieke partij op : OVB (Onafhankelijke Volksbelangen). In de daaropvolgende gemeenteraadsverkiezingen tot en met 2000 trad OVB aan in een kartel met de SP, als SP-OVB. Zijn zoon Johan Desseyn was de socialistische kopman, die van 1995 tot 2004 schepen van Middelkerke was. Julien Desseyn rondde zijn politieke loopbaan in Middelkerke af als OVB-lid van de OCMW-raad van 1995 tot zijn ontslag in april 2002.
Julien Desseyn was actief verbonden en vergroeid met het lokale verenigingsleven. Als lid van het Verbond van Vlaamse gepensioneerden, was hij ook doorlopend betrokken bij de werking op provinciaal en nationaal niveau.
Als gepensioneerde verrichtte hij grondig studiewerk over het verleden van zijn geboorteplaats Middelkerke, wat resulteerde in een aantal publicaties.

## Publicaties
- Federaties van Gemeenten in België, Rijksuniversiteit Gent (1972)
- Middelkerke 1800-1914: Van duindorp tot badplaats (2007)
- Van dorpsherbergen en Middelkerkse cafés (samen met Maurice De Schacht en Patricia Soetaert) (2012)
- 85 Roergangers: De Middelkerkse burgemeesters, schepenen, gemeenteraadsleden en gemeentesecretarissen 1876-1976 (2015)
- Middelkerke 1914-1918: Een dorp in de branding / Middelkerke 1940-1945: Van bezetting tot bevrijding (2016)
- Middelkerkse Verkiezingen 1921-1970.Deel I/Deel II (2017)
- Sterven en begraven worden-Het Middelkerkse verhaal vanaf 1900 (samen met Patricia Soetaert) (2018)
- Middelkerke-Kermis Processie Zeewijding (samen met Patricia Soetaert) (2020)
- Middelkerke - Fusies 1970 en 1976 (2021)